# Bactrocera buruensis
Bactrocera buruensis
 es una especie de díptero que White describió por primera vez en 1999. Bactrocera buruensis pertenece al género Bactrocera de la familia Tephritidae.